# Kasachischer Fußballpokal 1993
Der Kasachische Fußballpokal 1993 war die zweite Austragung des Pokalwettbewerbs im Fußball in Kasachstan nach der Unabhängigkeit von der Sowjetunion. Pokalsieger wurde der FK Dostyk Almaty, der sich im Finale gegen FK Taras durchsetzte.

## Modus
In allen Begegnungen wurde der Sieger in einem Spiel ermittelt. Stand es nach der regulären Spielzeit von 90 Minuten unentschieden, kam es zur Verlängerung von zweimal 15 Minuten und falls danach immer noch kein Sieger feststand zum Elfmeterschießen.

## 1. Runde
| Datum      |                          | Ergebnis              |                       |
| ---------- | ------------------------ | --------------------- | --------------------- |
| 24.03.1993 | Zelinnik Aqmola          | 0:1                   | FK Dostyk Almaty      |
| 26.03.1993 | Aschar Kökschetau        | 2:2 n. V. (3:5 i. E.) | Bolat Temirtau        |
| 26.03.1993 | Aktjubinez Aktjubinsk    | 0:1                   | Schachtjor Qaraghandy |
| 02.04.1993 | FK Qairat Almaty         | 1 3:0 1               | Metallist Petropawl   |
| 02.04.1993 | Namys Almaty             | 1:3                   | Gornjak FK Chromtau   |
| 02.04.1993 | Uralez Uralsk            | 2:2 n. V. (4:3 i. E.) | Wostok Öskemen        |
| 02.04.1993 | Munaischy Aqtau          | 1:2                   | FK Kökschetau         |
| 02.04.1993 | Jassi Sayram             | 1:0                   | Jenbek Schesqasghan   |
| 05.04.1993 | Batyr Ekibastus          | 2:2 n. V. (3:4 i. E.) | FK Taras              |
| 05.04.1993 | SKIF Ordabassy Schymkent | 3:1                   | Qaisar Qysylorda      |
| 05.04.1993 | Ansat Pawlodar           | 3:1                   | Karagachanak Aqsai    |

## Achtelfinale
| Datum      |                       | Ergebnis |                          |
| ---------- | --------------------- | -------- | ------------------------ |
| 06.04.1993 | FK Dinamo Almaty      | 2:1      | Chimik Qostanai          |
| 02.05.1993 | Gornjak FK Chromtau   | 2 3:0 2  | FK Qairat Almaty         |
| 02.05.1993 | Spartak Semipalatinsk | 3 3:0 3  | Schiger Schymkent        |
| 02.05.1993 | Ansat Pawlodar        | 04 3:0 4 | Schetissu Taldyqorghan   |
| 02.05.1993 | FK Kökschetau         | 2:1      | Bolat Temirtau           |
| 02.05.1993 | FK Taras              | 2:0      | SKIF Ordabassy Schymkent |
| 02.05.1993 | Schachtjor Qaraghandy | 6:0      | Jassi Sayram             |
| 25.05.1993 | FK Dostyk Almaty      | 3:1      | Uralez Uralsk            |

## Viertelfinale
| Datum      |                       | Ergebnis              |                       |
| ---------- | --------------------- | --------------------- | --------------------- |
| 11.06.1993 | FK Taras              | 3:0                   | Schachtjor Qaraghandy |
| 11.06.1993 | Spartak Semipalatinsk | 0:0 n. V. (3:4 i. E.) | Ansat Pawlodar        |
| 20.06.1993 | FK Dostyk Almaty      | 5 3:0 5               | FK Kökschetau         |
| 20.06.1993 | Gornjak FK Chromtau   | 0:1                   | FK Dinamo Almaty      |

## Halbfinale
| Datum      |                  | Ergebnis |                  |
| ---------- | ---------------- | -------- | ---------------- |
| 20.07.1993 | FK Taras         | 1:0      | Ansat Pawlodar   |
| 08.08.1993 | FK Dinamo Almaty | 1:2      | FK Dostyk Almaty |

## Finale
| Paarung          | FK Dostyk Almaty – FK Taras |
| Ergebnis         | 4:2 (2:1) |
| Datum            | 8. August 1993 |
| Stadion          | Zentralstadion, Almaty |
| Zuschauer        | 1.000 |
| Schiedsrichter   | Sergei Borodin |
| Tore             | 1:0 Roman Lutschkin (30.) 1:1 Alexander Schmarikow (40.) 2:1 Roman Lutschkin (43.) 2:2 Igor Awdejew (49.) 3:2 Waxsili Schanin (65.) 4:2 Roman Lutschkin (70.) |
| FK Dostyk Almaty | Michail Mosgowenko – Nurjan Doskejew, Oleg Trofimow, Elmurat Rysbajew, Juri Konkow – Wassili Schanin, Jewgeni Konjukow (52. Arkadi Bakulin), Eldar Gassanow (80. Andrei Achunow), Dimitri Malikow – Alexei Klischin (55. Wladimir Nikitenko), Roman Lutschkin Cheftrainer: Wachid Massudow |
| FK Taras         | Igor Schebin – Ruslan Ismailow, Oleg Katschagin, Bekmurat Qaytmuratow, Igor Awdejew – Marat Sysdyqow, Jakow Schtscherbakow, Farchat Mirsalimbajew, Nurken Masbajew – Anatoli Belski (65. Alexander Polownikow), Alexander Schmarikow Cheftrainer: Wjatscheslaw Chwan                       |
| Gelbe Karten     | Roman Lutschkin, Elmurat Rysbajew – Bekmurat Qaytmuratow, Anatoli Belski, Igor Awdejew |